# 라아단
라아단(Láadan)은 미국의 SF여성작가인 수젯 헤이든 엘긴이 만든 인공어이다. 수젯 헤이든 엘긴은 아메리카 토착어인 나바호어의 통사론에 대한 논문을 썼으며 언어학 교수를 지낸 바 있다. 라아단은 기존 언어가 여성주의 관점에서 여성들에게 자신의 감정이나 생각을 나타내기에 적절치 않다는 가설 아래, 여성주의적 관점의 인공어를 만들 아이디어를 가지고 자신의 소설 《모국어》에서 그 실험을 하였다. 결과적으로 약 1000여개의 어휘와 통사론을 갖춘 언어로 다듬어졌다.

## 참고 문헌
- 에리카 오크런트 지음,박인용 옮김 《이상한 나라의 언어씨》